# Schulterfleck-Buntbarsch
Der Schulterfleck-Buntbarsch (Amphilophus trimaculatum), nach dem wissenschaftlichen Namen auch Dreipunkt-Buntbarsch genannt, ist ein Süßwasserfisch aus der Familie der Buntbarsche, der im zentralen Mittelamerika in Flüssen vorkommt, die in den Pazifik münden. Das natürliche Verbreitungsgebiet umfasst das südliche Mexiko (Oaxaca und Chiapas), das südliche Guatemala und El Salvador.

## Merkmale
Der Schulterfleck-Buntbarsch gehört zu den größer werdenden Buntbarschen und kann eine Länge von bis zu 37 cm erreichen. Sein Körper ist oval und seitlich abgeflacht, sein Kopf zum endständigen Maul hin spitz zulaufend. Die Grundfärbung ist gelbgrün, der Kopf ist gelblich. Ausgewachsene Fische sind von Kehle und Brust bis zur vorderen Seitenlinie rötlich gefärbt. Charakteristisch ist ein schwarzer, grünlich umrandeter Augenfleck oberhalb des Beginns der vorderen Seitenlinie und etwa fünf schwarze Flecke in einer Reihe auf der Mittellinie des Hinterkörpers. Auch am hinteren Augenrand können dunkle Flecke vorhanden sein. Je nach Stimmung können auf den Körperseiten sieben dunkle Querstreifen sichtbar werden. Die Geschlechter unterscheiden sich äußerlich nicht.

## Lebensweise
Der Schulterfleck-Buntbarsch lebt in den Unterläufen von Flüssen, die in den Pazifik münden. Er bevorzugt Regionen unter überhängender Ufervegetation oder mit Schilf- oder Binsenbeständen mit sandigen oder schlammigen Böden. Die Buntbarsche ernähren sich carnivor von kleineren Fischen, größeren wasserbewohnenden Wirbellosen und von Insekten, die auf die Wasseroberfläche gefallen sind. Sie sind Offenbrüter, bei der beide Elternteile etwa zu gleichen Teilen die Brutpflege übernehmen. Ein Gelege umfasst bei großen Weibchen bis zu 1000 Eier.

## Systematik
Die Buntbarschart wurde 1867 durch den deutschen Zoologen Albert Günther als Heros urophthalmus beschrieben. Später wurde die Art unter anderem der Gattung Parapetenia (Synonym von Nandopsis) und zuletzt Cichlasoma zugeordnet. Bei einer Revision von Cichlasoma durch den schwedischen Ichthyologen Sven O. Kullander wurde die Art jedoch aus Cichlasoma ausgegliedert. Im April 2016 wurde die Art durch ein Team tschechischer Ichthyologen der Gattung Amphilophus zugeordnet.